# Radical 189
El radical 189, representado por el carácter 高 y que significa "alto" es 1 de los 8 radicales Kangxi (214 radicales en total) que están compuestos de 10 trazos.
Tiene la variación 髙.
En el diccionario de Kangxi hay 34 caracteres (de entre 49.030) que se pueden encontrar bajo este radical.

## Galería
| Estilos antiguos                                 | Estilos antiguos                  | Estilos antiguos                        | Estilos antiguos                   | Estilos antiguos                   | Estilos empleados actualmente       | Estilos empleados actualmente  | Estilos empleados actualmente    | Estilos empleados actualmente   | Estilos empleados actualmente  |
|                                                  |                                   |                                         |                                    |                                    |                                     | 高                             | 高                               |                                 |                                |
| 甲骨文 jiǎgǔwén (escritura de huesos oraculares) | 金文 jīnwén (escritura de bronce) | 简帛 jiǎnbó (escritura de bambú y seda) | 篆文 zhuànwén (escritura de sello) | 篆文 zhuànwén (escritura de sello) | 隸書 lìshū (estilo de los escribas) | 楷書 kǎishū (estilo regular)   | 楷書 kǎishū (estilo regular)     | 行書 xǐngshū (estilo corriente) | 草書 cǎoshū (estilo de hierba) |
| 甲骨文 jiǎgǔwén (escritura de huesos oraculares) | 金文 jīnwén (escritura de bronce) | 简帛 jiǎnbó (escritura de bambú y seda) | 大篆 dàzhuàn (sello grande)        | 小篆 xiǎozhuàn (sello pequeño)     | 隸書 lìshū (estilo de los escribas) | 繁體／繁体 fántǐ (tradicional) | 简体／簡體 jiǎntǐ (simplificado) | 行書 xǐngshū (estilo corriente) | 草書 cǎoshū (estilo de hierba) |

## Caracteres con el radical 189

Carácter en escritura de sello.

| trazos | carácter |
| ------ | -------- |
| + 0    | 高 髙    |
| + 2    | 䯧       |
| + 3    | 䯨       |
| + 4    | 䯩 髚    |
| + 5    | 髛       |
| + 8    | 髜       |
| + 9    | 䯪       |
| + 12   | 䯫 髝    |
| + 13   | 髞       |
| + 15   | 䯬       |